# Paul Anka
Paul Anka (Ottawa, 30 de Julho de 1941) é um cantor e compositor canadense de origens síria. Ele é mais conhecido por seus sucessos exclusivos, incluindo "Diana", "Lonely Boy", "Put Your Head on My Shoulder" e "(You're) Taking My Baby". Anka também escreveu o tema de The Tonight Show Starring Johnny Carson; um dos maiores sucessos de Tom Jones, "She's a Lady"; e a letra em inglês da canção de Claude François e Jacques Revaux para a canção "My Way" de Frank Sinatra, que foi gravada por muitos, incluindo Elvis Presley. Ele co-escreveu três canções com Michael Jackson: "This Is It" (originalmente intitulada "I Never Heard") "Love Never Felt So Good" e "Don't Matter to Me", que se tornaram sucessos póstumos de Jackson em 2009, 2014 e 2018, respectivamente.

## Primeiros anos
Quando criança, Paul começou a cantar, primeiramente no coral da Igreja Ortodoxa Síria Santo Elias em sua cidade natal. Como estudante da Fisher Park High School de Ottawa, fez parte de um trio chamado Bobby Soxers.

## Início do sucesso

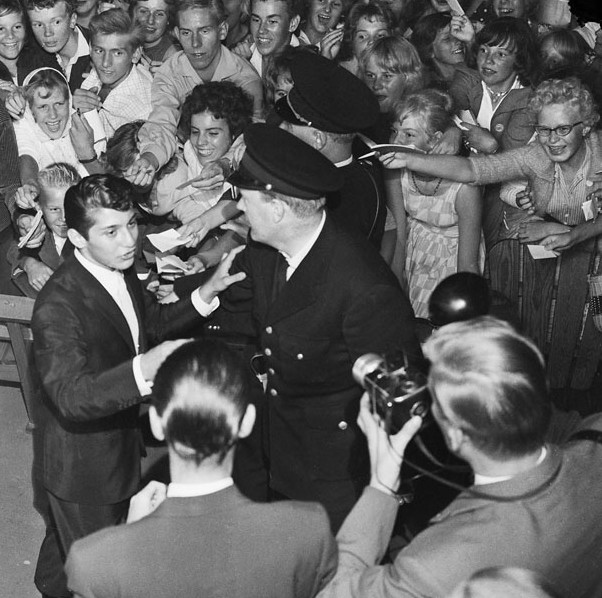
Paul Anka em Gröna Lund, Estocolmo, 1959.

Com catorze anos, gravou "I Confess", encorajado pelos seus pais. Em 1957, Anka foi para Nova Iorque onde fez um teste para a ABC, cantando uma canção de amor que escrevera para uma babá, Diana Ayoub. A canção, "Diana", trouxe um estrelato instantâneo a Paul. "Diana" é uma das mais vendidas da época na história da música. Ele seguiu com quatro músicas que chegaram às top 20 de 1958, fazendo-o o maior ídolo dos adolescentes da época. Ele fêz turnês no Reino Unido e depois, com Buddy Holly, na Austrália.
Seu talento foi além, escrevendo "It Doesn't Matter Anymore", um grande sucesso de Buddy Holly; o tema do 'The Tonight Show Starring Johnny Carson(na época); o maior sucesso de Tom Jones, "She's A Lady"; e My Way, cantado por Elvis Presley e Frank Sinatra, entre outros.
Nos anos 60, Anka começou a atuar em filmes, assim como escrevendo músicas para eles, mais notavelmente o tema deThe Longest Day. Então, ele se tornou um dos primeiros cantores de pop a se apresentar nos cassinos de Las Vegas.
Anos 80, Paul Anka fez dueto com Peter Cetera na canção "Hold Me Til The Morning Comes" que fez parte da Trilha Sonora da Novela Guerra dos Sexos de 1983.
Paul Anka fez dueto com Julia Migenes na canção "No Way Out" que pertence a Trilha Sonora do Filme Sem Saída de 1987.

## Discografia
- 2005: Rock Swings # 9 UK

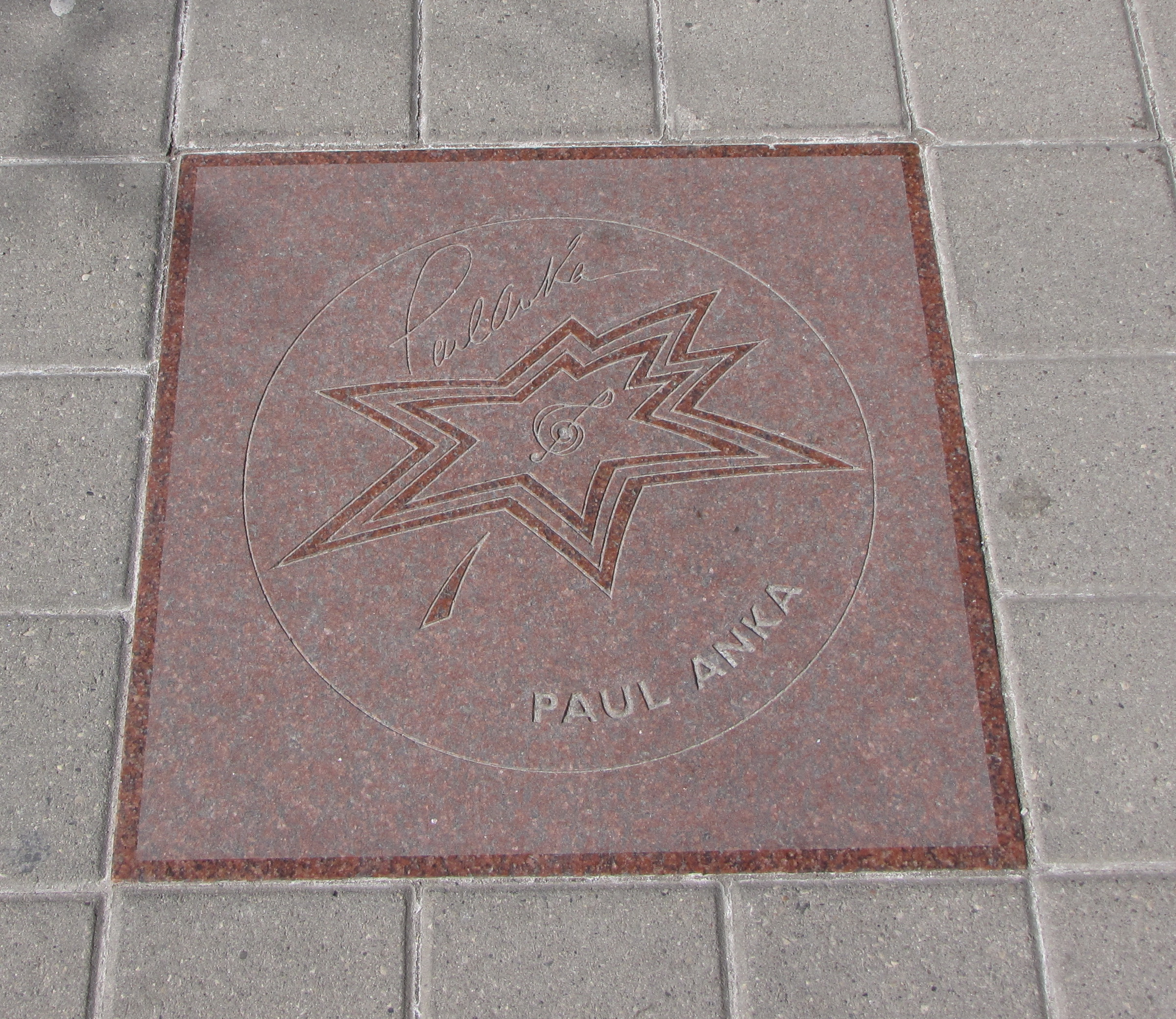
Estrela de Paul Anka na Calçada da Fama do Canadá.

- 1996: Paul Anka - Amigos (Duetos em espanhol)
- 1983: Walk a Fine Line
- 1975: Times of Your Life
- 1974: Having My Baby (dueto com Odia Coates)
- 1974: I Don't Like to Sleep Alone (dueto com Odia Coates)
- 1974: One Man Woman/One Woman Man (dueto com Odia Coates)
- 1961: Tonight My Love, Tonight
- 1959: It's Time to Cry
- 1959: Lonely Boy
- 1959: I Miss You So
- 1959: (All of A Sudden) My Heart Sings
- 1959: Puppy Love
- 1959: Put Your Head on My Shoulder
- 1958: Crazy Love
- 1958: You Are My Destiny
- 1957: Diana(Música Diana regravada pela banda The Misfits)